# Martin Lacroix
Pour les articles homonymes, voir Lacroix.
Temple de la renommée : Ducs d'Angers
Martin Lacroix (né le 20 avril 1968 à Montréal ville du Québec au Canada) est un joueur professionnel canadien de hockey sur glace devenu entraineur aux Boxers de Bordeaux en Ligue Magnus.

## Carrière de joueur
Il a joué une saison (1987-1988) avec les Cataractes de Shawinigan dans la Ligue de hockey junior majeur du Québec, et a joué en plus 13 matchs dans la Ligue américaine de hockey lors de la saison 1988-1989.
Il a joué cinq saisons en Allemagne, entre 1995 et 2000.
Entre 1999 et 2001, il a joué avec les Mustangs de Phoenix de la défunte ligue West Coast Hockey League.
Entre 2001 et 2004, il a joué avec les Royaux de Sorel et les Vikings de Trois-Rivières dans la Ligue de hockey semi-professionnelle du Québec qui change de nom pour devenir la Ligue de Hockey Senior Majeur du Québec.
De 2004  à 2009 il a joué avec les Ducs d'Angers de la Ligue Magnus. À 41 ans, lors de sa dernière saison (2008-2009), il jouait sur le troisième trio des Ducs d'Angers, où il a récolté 17 points en 26 matchs. Vainqueur de la coupe de France en 2007, c'est un bonheur qu'il a partagé avec son frère Simon Lacroix.
Martin Lacroix a aussi joué pour les Roadrunners de Montréal de la ligue de roller hockey pendant 4 saisons.

## Carrière en club
Son maillot, floqué du numéro 19, est retiré de l'équipe des Ducs d'Angers lors d'une cérémonie le 15 septembre 2019 dans la nouvelle patinoire de l'IceParc,.

## Statistiques
Pour la signification des abréviations, voir statistiques du hockey sur glace.
| Saison    | Équipe                    | Ligue         |    | Saison régulière | Saison régulière | Saison régulière | Saison régulière | Saison régulière |   | Séries éliminatoires | Séries éliminatoires | Séries éliminatoires | Séries éliminatoires | Séries éliminatoires |
| Saison    | Équipe                    | Ligue         | PJ | B                | A                | Pts              | Pun              | PJ               | B | A                    | Pts                  | Pun                  |                      |                      |
| 1987-1988 | Cataractes de Shawinigan  | LHJMQ         | 69 | 28               | 38               | 66               | 16               | 11               | 1 | 4                    | 5                    | 2                    |                      |                      |
| 1988-1989 | Hawks de Moncton          | LAH           | 13 | 1                | 2                | 3                | 0                | -                | - | -                    | -                    | -                    |                      |                      |
| 1990-1991 | Renegades de Richmond     | ECHL          | 6  | 1                | 4                | 5                | 0                | -                | - | -                    | -                    | -                    |                      |                      |
| 1992-1993 | Ducs d'Angers             | France2       | 21 | 27               | 31               | 58               | 24               | -                | - | -                    | -                    | -                    |                      |                      |
| 1993-1994 | Ducs d'Angers             | Ligue Magnus  | 20 | 13               | 14               | 27               | 14               | 11               | 1 | 6                    | 7                    | 8                    |                      |                      |
| 1994-1995 | Ducs d'Angers             | Ligue Magnus  | 19 | 0                | 3                | 3                | 20               | 5                | 5 | 4                    | 9                    | 2                    |                      |                      |
| 1995-1996 | EV Landsberg              | 2. Bundesliga | 28 | 12               | 24               | 36               | 14               | -                | - | -                    | -                    | -                    |                      |                      |
| 1996-1997 | EHC Trier                 | 2. Bundesliga | 49 | 20               | 41               | 61               | 66               | -                | - | -                    | -                    | -                    |                      |                      |
| 1997-1998 | Rage de Reno              | WCHL          | 27 | 8                | 8                | 16               | 18               | -                | - | -                    | -                    | -                    |                      |                      |
| 1997-1998 | SC Bietigheim-Bissingen   | 2. Bundesliga | 28 | 14               | 19               | 33               | 30               | -                | - | -                    | -                    | -                    |                      |                      |
| 1998-1999 | DEG Metro Stars           | DEL           | 59 | 12               | 18               | 30               | 77               | 9                | 0 | 1                    | 1                    | 6                    |                      |                      |
| 1999-2000 | Deggendorfer SC           | Oberliga      | 24 | 7                | 17               | 24               | 34               | -                | - | -                    | -                    | -                    |                      |                      |
| 1999-2000 | Mustangs de Phoenix       | WCHL          | 34 | 6                | 15               | 21               | 22               | 12               | 1 | 4                    | 5                    | 6                    |                      |                      |
| 2000-2001 | Mustangs de Phoenix       | WCHL          | 72 | 16               | 43               | 59               | 42               | -                | - | -                    | -                    | -                    |                      |                      |
| 2001-2002 | Royaux de Sorel           | LHSPQ         | 44 | 11               | 35               | 46               | 38               | 10               | 0 | 12                   | 12                   | 8                    |                      |                      |
| 2002-2003 | Royaux de Sorel           | LHSPQ         | 39 | 7                | 27               | 34               | 8                | 4                | 0 | 0                    | 0                    | 0                    |                      |                      |
| 2003-2004 | Dragons de Rouen          | Ligue Magnus  | 11 | 0                | 2                | 2                | 33               | -                | - | -                    | -                    | -                    |                      |                      |
| 2003-2004 | Vikings de Trois-Rivières | LHSMQ         | 19 | 3                | 13               | 16               | 0                | -                | - | -                    | -                    | -                    |                      |                      |
| 2004-2005 | Ducs d'Angers             | Ligue Magnus  | 27 | 4                | 19               | 23               | 51               | 4                | 1 | 2                    | 3                    | 6                    |                      |                      |
| 2005-2006 | Ducs d'Angers             | Ligue Magnus  | 26 | 4                | 8                | 12               | 40               | 5                | 0 | 2                    | 2                    | 4                    |                      |                      |
| 2006-2007 | Ducs d'Angers             | Ligue Magnus  | 26 | 5                | 15               | 20               | 54               | 6                | 0 | 5                    | 5                    | 10                   |                      |                      |
| 2007-2008 | Ducs d'Angers             | Ligue Magnus  | 23 | 2                | 9                | 11               | 50               | 8                | 0 | 0                    | 0                    | 12                   |                      |                      |
| 2008-2009 | Ducs d'Angers             | Ligue Magnus  | 26 | 3                | 14               | 17               | 30               | 10               | 2 | 1                    | 3                    | 10                   |                      |                      |

## Carrière d'entraîneur
En 2009-2010, il a été l'assistant-entraîneur de Heikki Leime avec les Ducs d'Angers.
Le 11 août 2010, il a été nommé entraîneur-chef du GCI de Sorel-Tracy dans la Ligue Nord-Américaine de Hockey. Quelques jours plus tard, à la suite de la mort d'Alain Vogin, entraîneur chef, il décide de revenir à Angers. Il est assistant de Kevin Constantine. Puis il est nommé à son tour entraineur chef par le président Michael Juret.
En août 2011, il est nommé entraîneur-chef des Jokers de Cergy en division 1.
Le 16 mars 2013, alors qu'il a été laissé libre par Cergy, il devient entraîneur de Bordeaux, en remplacement de Stéphan Tartari, qui avait lui-même remplacé Dimitri Fokine de décembre 2012 à la fin de la saison.
Lors de la saison 2014-2015, il mène les Boxers de Bordeaux au titre de Champion de France de Division 1 et permet ainsi à l'équipe girondine d'accéder à la Ligue Magnus.
Après trois saisons à Bordeaux, il quitte le club des Boxers après avoir réussi à maintenir l'équipe en Magnus.
Août 2016, il signe un contrat avec l'ASC Corona Brasov dit Wolves, équipe de hockey roumaine en tant qu'entraîneur-chef pour la saison 2016-2017. Dans le même temps il est également l'entraîneur de l'équipe nationale de Roumanie.
Juillet 2017, il resigne pour une nouvelle saison avec l'ASC Corona Brasov et quitte le club le 2 janvier 2018.
Juillet 2019, Il rejoint les Corsaires de Nantes qui évoluent en Division 1. Une saison en demi-teinte avec une équipe qui obtient difficilement une qualification pour les play-offs à la 7e place. Les Nantais obtiennent leur qualification pour le dernier carré le 11 mars en battant les Bisons de Neuilly-sur-Marne en trois matches. Mais la saison se termine prématurément en raison de l'épidémie du Covid-19.